# Montcada (Adelsgeschlecht)

Das Wappen der Familie Montcada ist heute das der Gemeinde Montcada i Reixac

Das Haus Montcada (katalanisch casal de Montcada, spanisch casa de Moncada, italienisch famiglia di Moncada, französisch maison de Moncade) ist eine Adelsfamilie katalanischen Ursprungs, die seit dem 11. Jahrhundert bis heute vor allem in Italien durch Nachkommen vertreten ist. Die namensgebende Stammburg Montcada lag bei der heutigen Stadt Montcada i Reixac.

## Geschichte

### Ursprünge

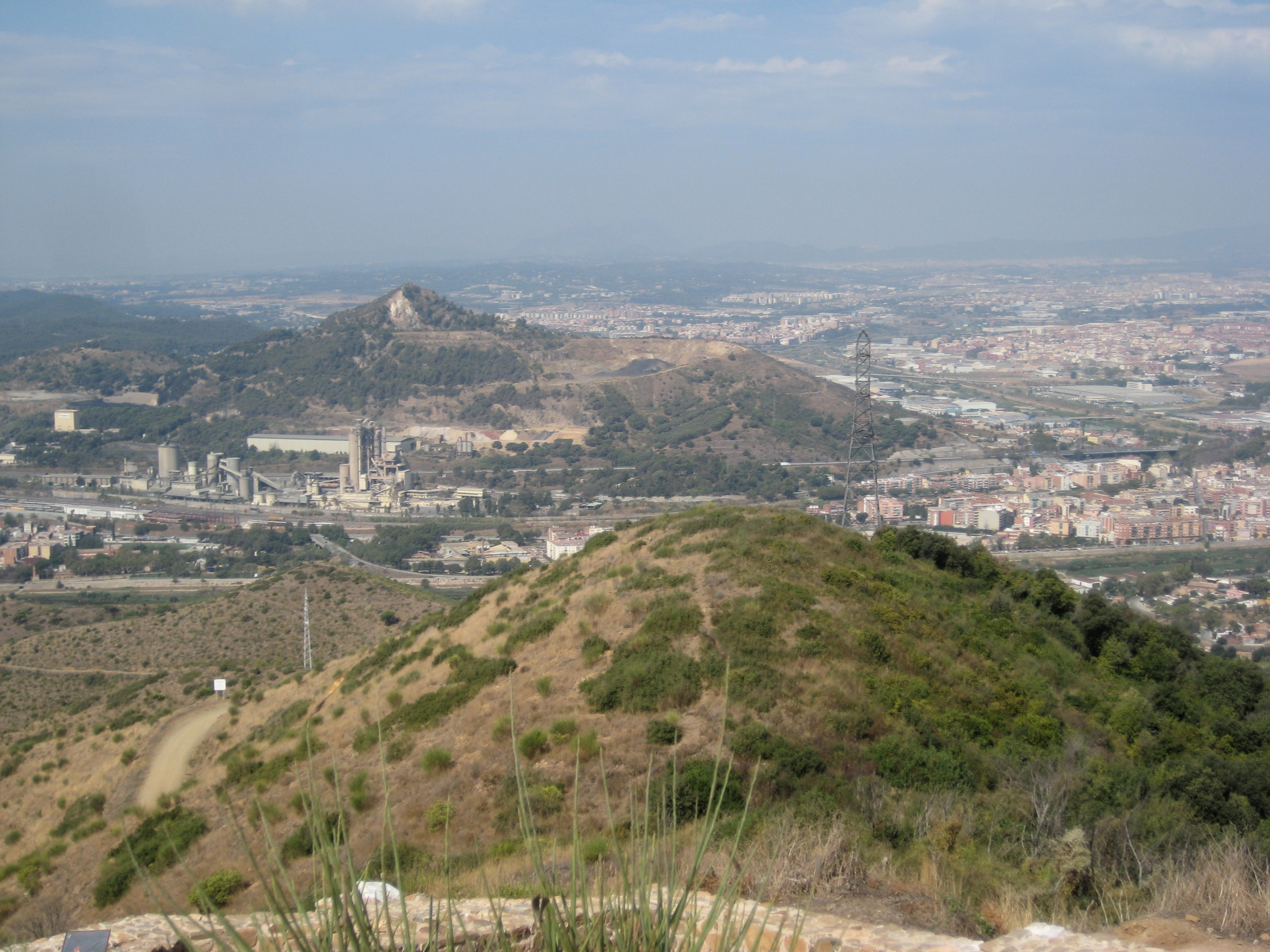
Montcada

Die erste auf Burg Montcada beheimatete Familie ist im 11. Jahrhundert nachweisbar. Sie stand dem Grafenhaus von Barcelona nahe, starb allerdings in der ersten Hälfte des 12. Jahrhunderts im Mannesstamm aus. Guillem Ramon I. de Montcada (ca. 1045-ca. 1120), der früheste nachgewiesene Ahne, war gräflicher Seneschall.
Durch die Ehe der letzten Erbin Beatriu mit Guillem Ramon II. „Dapífer“ († 1173) ging Montcada in dessen Besitz über, nach der er sich fortan benannte und damit seinen Nachkommen einen Namen gab. Guillem Ramon II. hatte von seinem gleichnamigen Vater den Titel des gräflichen Seneschalls übernommen, der eher den Charakter einer Ehrentitulierung innehatte, der seinen Inhaber in einer exponierten Stellung im Ansehen und der Gunst der Grafen von Barcelona auswies. Tatsächlich war bereits Guillem Ramon II., auch genannt „el Gran Senecal“, eine bedeutende historische Persönlichkeit seiner Zeit, die entscheidend zur Vereinigung der katalanischen Grafschaft Barcelona mit dem Königreich Aragón beitrug. Er begründete die Stellung des Hauses Montcada als eine der ersten Familien Kataloniens.

### Spanische Linien

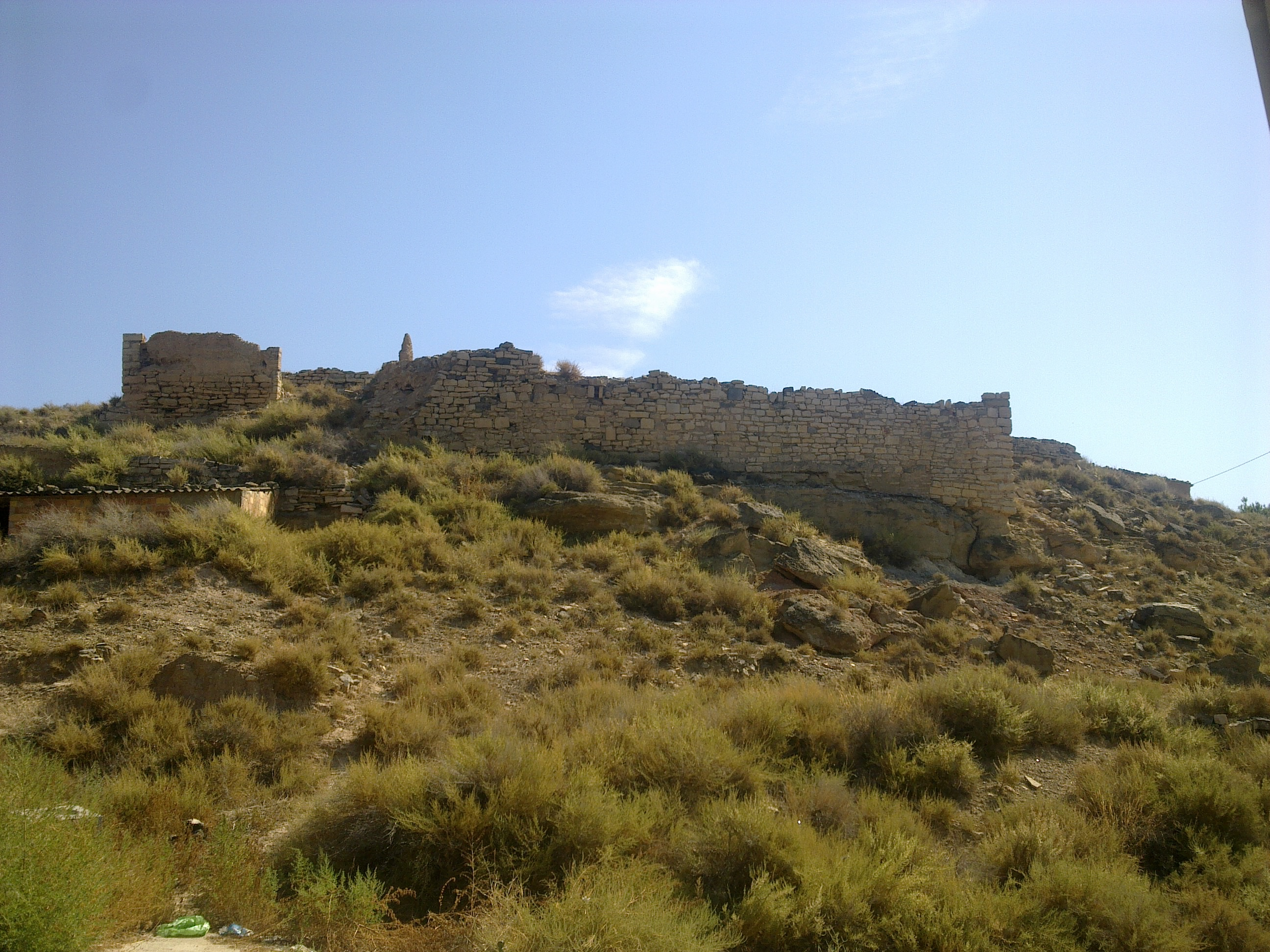
Kastell von Aitona

Unter den Söhnen des großen Seneschalls teilte sich die Familie Montcada in zwei Hauptlinien auf, von denen die ältere durch Erbfolge in den Besitz der gascognischen Vizegrafschaft Béarn gelangte. Sie starb zu Beginn des 14. Jahrhunderts aus.
Die zweite Linie errichtete sich durch die Anhäufung einer großen Anzahl von Landgütern, die maßgeblich durch die Ehe des Guillem Ramon III. de Montcada mit einer Königstochter in die Familie kamen, eine der größten Baronien Kataloniens um den Hauptort Aitona (Comarca de Segrià). Der Zweig von Aitona bestand bis in die Mitte des 18. Jahrhunderts in direkter Linie fort.
Mit Elisenda de Montcada (* 1290, † 1364), der vierten Frau König Jakobs II., stellten die Montcadas auch eine Königin von Aragón.

### Sizilianische Linien
Vom Zweig Aitona spalteten sich diverse andere Familienzweige ab, von denen einige im Königreich Sizilien Fuß fassten.

#### Adernò und Paternò
Guglielmo Raimondo folgte 1282 Peter III. von Aragón bei dessen Eroberung von Sizilien. Mit der Vertreibung der Anjou nach der Sizilianischen Vesper von 1282 bildeten sich auf Sizilien zwei Machtblöcke. Die von König Ludwig von Neapel unterstützten Lateiner wurden von den Familien Palizzi und Chiaramonte angeführt, während die Familien Moncada, Lancia, Ventimiglia, Alagona und Peralta das katalanische Haus Aragon unterstützten. Diese Kämpfe zwischen den adligen Familien führten im 14. Jahrhundert zur Errichtung zahlreicher stark befestigter Burgen auf ganz Sizilien.

Wappen der Moncada, Fürsten von Paternò

1371 wurde Matteo I. als Erbe derer Sclafani zum Grafen von Adernò. 1456 erwarb Guglielmo Raimondo V. Moncada, Graf von Adernò, Centorbi und Sclafani (ca. 1415–1466), Kammerherr und Justiziar von Alfons V., die Herrschaft Paternò. Sein Sohn Giovanni Tommaso (1450–1501) wurde Graf von Augusta und Caltanissetta. Don Francesco Moncada (1518–1568) wurde 1565 Principe di Paternò, seine Frau Aloisia de Luna brachte ihm zudem das Herzogtum Bivona ein, das bis 1728 in der Familie blieb. Dieser Zweig stellte zahlreiche Feldherren und Staatsmänner. Die Fürsten von Paternò unterlegten ihr Wappen mit dem des Herzogtums Bayern, da sie behaupteten, von Herzog Tassilo III. abzustammen. Das Fürstentum Paternò blieb staatsrechtlich eine eigene Verwaltungseinheit innerhalb der Provinz Katanien des Königreichs Sizilien bis zur Abschaffung der Feudalrechte in der Verfassung von 1812. (Die Fürsten von Paternò aus dem Hause Moncada sind nicht zu verwechseln mit dem ebenfalls bis heute blühenden sizilianischen Fürstengeschlecht Paternò, das sich bereits im Hochmittelalter nach demselben Ort benannt hatte.)
Die aufeinander folgenden Fürsten von Paternò waren:
- Francesco I. Moncada (1565–1568); ⚭ Caterina Pignatelli
  - Cesare Moncada (1568–1571); ⚭ Aloisia de Luna
    - Francesco II. Moncada (1571–1592), Duca di Bivona; ⚭ Maria d’Aragona e La Cerda, duchessa di Montalto
      - Antonio d’Aragona Moncada (1612–1627); ⚭ Giovanna de La Cerda, duchessa di Medina
        - Luigi Guglielmo I. Moncada (1627–1673); ⚭ (1) Maria Afan de Ribera; ⚭ (1) 1642 Caterina Moncada de Castro
          - Ferdinando Moncada Aragona (1673–1713)

        - Ferdinando; ⚭ Gaetana Maria Branciforte
          - Luigi Guglielmo II. Moncada (1716–1747); ⚭ Giovanna Ventimiglia
            - Francesco Rodrigo Moncada (1747–1764); ⚭ Giuseppina Ruffo di Scaletta
              - Giovanni Luigi Moncada (1764–1812); ⚭ (1) Agata Branciforti Valguarnera di Scordia; ⚭ (2) Giovanna del Bosco (letzter regierender Fürst)
                - Salvatore
                - Francesco Roderico; ⚭ Giovanna Beccadelli
                  - Pietro; ⚭ Giuseppina Bajada
                    - Corrado; ⚭ Stefania Starrabba
                      - Pietro (1862–1920); ⚭ Caterina Valguarnera
                        - Ugo Gastone (1890-); ⚭ Giovanna Lanza Branciforte
                          - Pietro Moncada, 14. Principe di Paternò (* 1920)
                          - Francesco Rodrigo (* 1925); ⚭ Maria Concetta Verde
                            - Giovanni (* 1951)
                            - Ugo (* 1952)

#### Monforte u. a.
Der jüngere Zweig wurde zu Fürsten von Monforte. Dadurch sind Nachkommen der Familie bis heute als Principi di Paternò und Principi di Monforte in Italien präsent.
Jüngere Zweige waren die Moncada di Calvaruso (erloschen Ende 18. Jh.), Moncada di Cammarata (bis 1812), Moncada di Larderia (1684–1727 Fürsten von Larderia bei Messina) und bis heute die Moncada Paternò-Castello (als Erben eines Zweiges der Paternò gegenwärtige Besitzer des Palazzo Biscari in Catania).

## Stammliste (vereinfacht)

### Erste Dynastie
1. Seniofred
  1. Guillem († 1039/40), Herr von Vacarisses, Muntanyola und Montcada
    1. Ramon Guillem († um 1080), Herr von Vacarisses, Muntanyola und Montcada
      1. N. N. (Sohn, † vor 1085), Herr von Montcada
      2. Berenguer († 1134), Herr von Montcada; ⚭ Ermessenda
        1. Beatriu († um 1163), Herrin von Montcada; ⚭ 1117 Guillem Ramon II. († 1173), Seneschall von Katalonien – Nachkommen siehe unten: zweite Dynastie
        2. Guillem, Mönch in Santa María de l’Estany

    2. Berenguer Guillem; Erzdiakon von Barcelona und Koherr auf Vacarisses und La Roca
    3. Renard Guillem, Herr von La Roca, Testamentsvollstrecker Graf Raimund Berengars I. von Barcelona
    4. Riambau
    5. Guillem
    6. Bernat Guillem, Erzdiakon von Barcelona

  2. Ramon, Erzdiakon von Barcelona
  3. Bernat Senofred; Testamentsvollstrecker Graf Raimund Borrells I. von Barcelona

### Zweite Dynastie
1. Guillem Ramon I. († 1120), Seneschall von Katalonien
  1. Guillem Ramon II. de Montcada († 1173), Seneschall von Katalonien; ⚭ Beatriu de Montcada
    1. Wilhelm I. († 1172), iure uxoris Vizegraf von Béarn; ⚭ Maria von Béarn
      1. Gaston VI. († 1214), Vizegraf von Béarn
      2. Wilhelm Raimund († 1224), Vizegraf von Béarn
        1. Wilhelm II. († 1229), Vizegraf von Béarn
          1. Konstanze; ⚭ Diego López, Señor Soberano de Vizcaya
          2. Gaston VII. (* 1225, † 1290), Vizegraf von Béarn
            1. Konstanze († 1310); ⚭ (1) 1260 Infant Alfons von Aragón (* 1228; † 1260), ⚭ (2) 1269 (Scheidung 1270) Henry of Almain (* 1235; † 1271), ⚭ (3) 1279 Graf Aymon II. von Genf († 1280)
            2. Margarete, Vizegräfin von Béarn; ⚭ 1252 Graf Roger Bernard III. von Foix († 1303)
            3. Mathe; ⚭ 1260 Graf Géraud VI. von Armagnac
            4. Guillelme († 1309); ⚭ 129 Infant Peter von Aragón († 1296)

    2. Ramon I. de Montcada († 1190/91), Seneschall von Katalonien, Senyor de Tortosa; ⚭ Ramona de Tornamira
      1. Ramon II. de Montcada († 1229), Senyor de Tortosa; ⚭ Galbors
        1. Guillem I. de Montcada († um 1278), Senyor de Tortosa, Baró de Fraga; ⚭ Margarida de Narbona
          1. Ramon III. de Montcada († 1286/90), Baró de Fraga; ⚭ Teresa
            1. Guillem II. de Montcada (1328/29), Baró de Fraga; ⚭ (1) Beatriu de Ventimiglia, ⚭ (2) Teresa d’Ayerbe
              1. (II) Teresa de Montcada; ⚭ Ot II. el Jove de Montcada († um 1334)

        2. Aurembiaix de Montcada, ⚭ Graf Ponç von Urgell († 1243)

      2. Guillem Ramon III. de Montcada († 1228); ⚭ 1212 Constança d‘Aragó († um 1250), Senyora d’Aitona, Seròs, Soses, Mequinensa i Albalat de Cina, natürliche Tochter König Peters II. von Aragón – Nachkommen siehe unten: Herren von Aitona

    3. Berenguer de Montcada

  2. Ot Ramon
  3. Ferrana, ⚭ Vizegraf Udalard II. von Besalu
  4. Lambarda
2. Bernat Ramon
3. Arbert Ramon

### Barone von Aitona
1. Guillem Ramon III. de Montcada († 1228); ⚭ 1212 Constança d‘Aragó († um 1250), Senyora d’Aitona, Seròs, Soses, Mequinensa i Albalat de Cina, natürliche Tochter König Peters II. von Aragón – Vorfahren siehe oben
  1. Pere I. de Montcada († 1266/67), Senyor d’Aitona, Seròs, Soses i Mequinensa; ⚭ Sibilla d’Abarca
    1. Guillem Ramon de Montcada († um 1275), Senyor de Seròs Faió, Almatret i Mequinensa; ⚭ Elisenda de Querait
      1. Berenguera de Montcada († 1340), Senyora de Seròs, Faió, Almatret i Mequinensa; ⚭ (1) Guillem d’Entença; ⚭ (2) Bernard Jourdain IV. de l’Ile-de-Jourdain

    2. Pere II. de Montcada († 1300), Senyor d’Aitona i Soses; ⚭ Elisenda de Pinós
      1. Ot I. el Vell de Montcada († 1341), Senyor d’Aitona i Soses; ⚭ Jofredina de Llòria
        1. Ot II. el Jove de Montcada († um 1334); ⚭  Teresa de Montcada, Senyora de Fraga
          1. Guillem Ramon II. de Montcada († 1371), Senyor d’Aitona i Soses; ⚭ Elvira Maça
            1. Ot III. de Montcada († 1413), Baró d’Aitona; ⚭ Elfa de Luna
              1. Guillem Ramon III. de Montcada († 1455), Baró d’Aitona; ⚭ (1) Constança d’Anglesola, ⚭ (2) Margarida de Ribelles
                1. Llorenç Ramon de Montcada († 1465), Baró d’Aitona
                2. Orfresina de Montcada († 1483), Baronessa d’Aitona; ⚭ Mateu Florimon de Montcada († 1485), Baró de Vilamarxant

              2. Joan Florimon de Montcada († 1461), Baró de Xiva i Castellnou; ⚭ Marquesa de Vilaragut
                1. Pere III. de Montcada († 1510), Baró d’Aitona; ⚭ Beatriu de Cardona
                  1. Joan I. de Montcada († 1527), Baró d’Aitona
                  2. Gastó I. de Montcada († 1532), Baró d’Aitona; ⚭ Marièngela Beneta Tolsà
                    1. Joan II. de Montcada († 1527), Baró d’Aitona; ⚭ Anna de Cardona – Nachfahren siehe unten

                  3. Guillem Ramon de Montcada († um 1539), Baró de Vilamarxant; ⚭ Lluisa Bou
                    1. Caterina de Montcada († um 1624), Baronessa de Vilamarxant; ⚭ Gastó II. de Montcada († 1626), 2. Marques d’Aitona

                2. Guillem Ramon de Montcada († 1521), Bischof von Vic, Mallorca und Tarragona

              3. Pere de Montcada († 1436/43), Baró de Vilamarxant; ⚭ Joana de Vilaragut
                1. Mateu Florimon de Montcada († 1485), Baró de Vilamarxant, ⚭ Orfresina de Montcada, Baronessa d’Aitona

              4. Ot de Montcada († 1473), Bischof von Tortosa

      2. Guillem Ramon de Montcada († um 1325); ⚭ Luquina d’Alagó, Senyora de Malta i Gozzo – Nachfahren in Italien
      3. Gastó de Montcada († 1334), Erzdiakon von Barcelona, Bischof von Osona und Girona

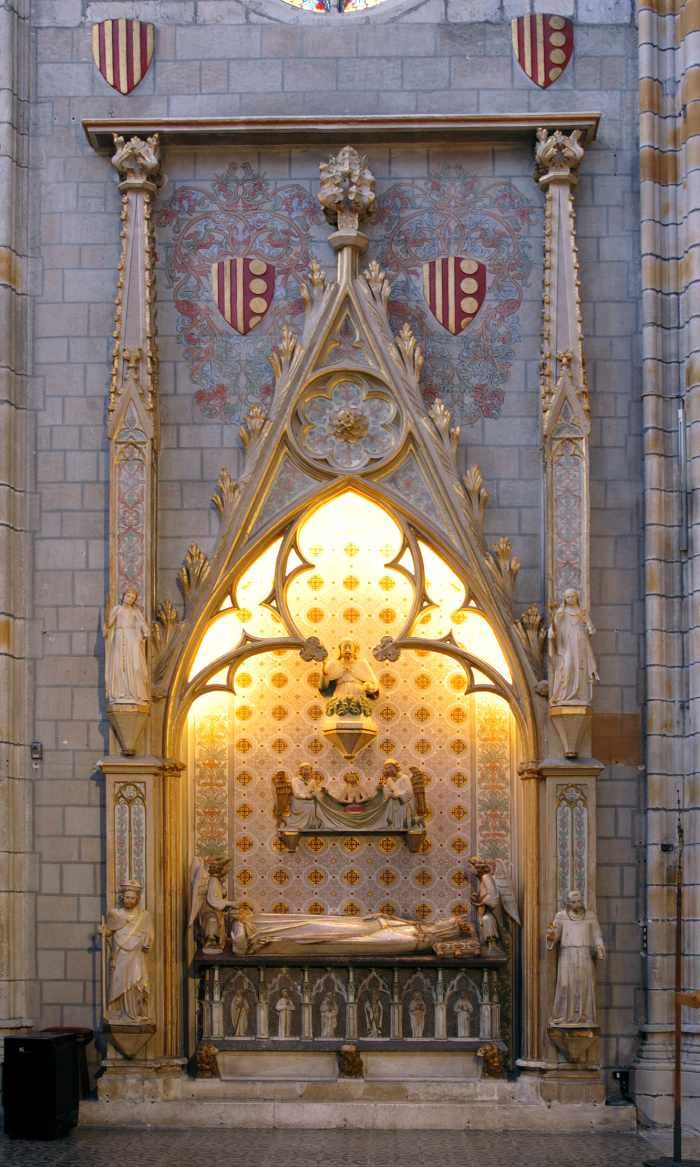
Grabmal der Elisenda de Montcada (* 1292, † 1364), Königin von Aragón (im Kloster von Pedralbes)

      4. Grabmal der Elisenda de Montcada (* 1292, † 1364), Königin von Aragón (im Kloster von Pedralbes) Elisenda de Montcada (* 1292, † 1364); ⚭ 1322 König Jakob II. von Aragón (* 1267; † 1327)

    3. Constança de Montcada, ⚭ Graf Álvaro von Urgell († 1267)
    4. Sibil•la de Montcada, ⚭ Graf Ermengol X. von Urgell († 1314)

  2. Ramon de Montcada, Senyor d’Albalat de Cina
  3. Guillem de Montcada († 1282), Bischof von Lleida

### Markgrafen von Aitona
1. Joan II. de Montcada († 1527), Baró d’Aitona; ⚭ Anna de Cardona – Vorfahren siehe oben
  1. Francesc I. de Montcada († 1594), Comte d’Aitona, 1. Marques d’Aitona; ⚭ Lucrécia de Gralla, Senyora de Subirats
    1. Gastó II. de Montcada († 1626), 2. Marques d’Aitona; ⚭ Caterina de Montcada († um 1624), Baronessa de Vilamarxant

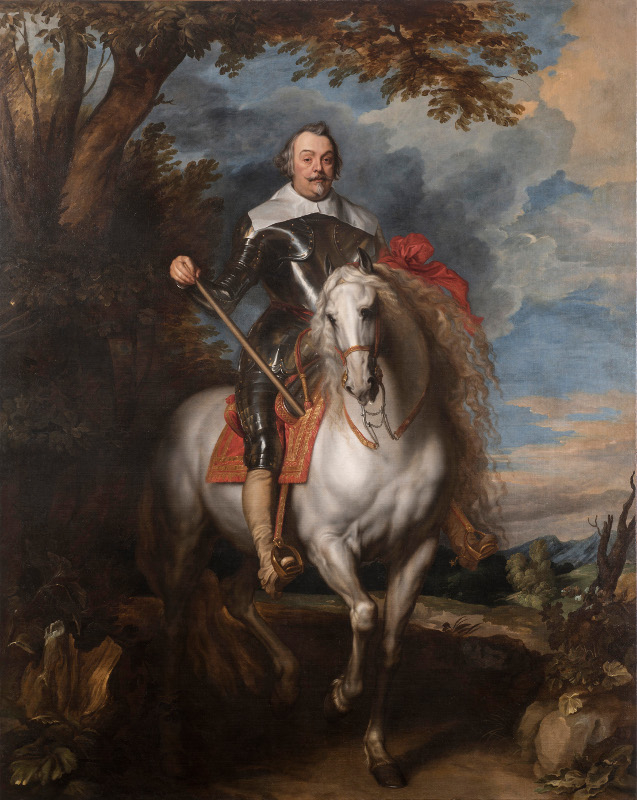
Francesc II. de Montcada († 1635), 3. Marques d’Aitona (Gemälde von Anthonis van Dyck, 1632)

      1. Francesc II. de Montcada († 1635), 3. Marques d’Aitona (Gemälde von Anthonis van Dyck, 1632) Francesc II. de Montcada († 1635), 3. Marques d’Aitona; ⚭ Margarida d’Algó
        1. Guillem Ramon IV. de Montcada († 1670), 4. Marques d’Aitona; ⚭ Ana de Silv-Portugal
          1. Miquel de Montcada († 1674), 5. Marques d’Aitona; ⚭ Luisa Feliciana de Portocarrero-Meneses
            1. Guillem Ramon V. de Montcada († 1727), 6. Marques d’Aitona; ⚭ Ana María de Benavides
              1. Maria Teresa de Montcada († 1756), Marquesa d’Aitona; ⚭ Luís Antonio Fernández de Cordona-Figueroa de la Cerda, Marques de Cogolludo

        2. Maria Magdalena de Montcada, Äbtissin von Pedralbes

      2. Pere de Montcada († 1621), Bischof von Girona

    2. Lluís de Montcada († 1632)
    3. (unehelich) Angela de Montcada († 1676), Äbtissin von Pedralbes

  2. Joan de Montcada († 1622), Bischof von Barcelona, Erzbischof von Tarragona